# دايفيد شيلر
دايفيد شيلر (بالألمانية: David Scheller)‏ هو ممثل ألماني، ولد في 12 أكتوبر 1972 في ألمانيا.

## وصلات خارجية
- دايفيد شيلر على موقع IMDb (الإنجليزية)
- دايفيد شيلر على موقع ألو سيني (الفرنسية)
- دايفيد شيلر على موقع أول موفي (الإنجليزية)
- دايفيد شيلر على موقع قاعدة بيانات الأفلام السويدية (السويدية)
- دايفيد شيلر على موقع قاعدة بيانات الفيلم (الإنجليزية)
- دايفيد شيلر على موقع كينوبويسك (الروسية)